# شهرستان کیامبو
شهرستان کیامبو (به لاتین: Kiambu County) یک منطقهٔ مسکونی در کنیا است. شهرستان کیامبو ۲٬۴۴۹٫۲ کیلومترمربع مساحت و ۱٬۶۲۳٬۲۸۲ نفر جمعیت دارد.